# Phạm Nguyên Sơn
Phạm Nguyên Sơn (sinh 1962), quê quán: xã Ngọc Lâm, huyện Mỹ Hào, tỉnh Hưng Yên. Ông là một sĩ quan cấp cao trong Quân đội nhân dân Việt Nam, hàm Thiếu tướng, Phó Giáo sư, Tiến sĩ, nguyên Phó giám đốc Bệnh viện Trung ương Quân đội 108.

## Tiểu sử
Thiếu tướng PGS.TS. Phạm Nguyên Sơn tốt nghiệp bác sĩ tại Học viện Quân Y năm 1986 và là Bác sĩ nội trú của Học viện Quân Y. Năm 2002, Ông    đã bảo vệ thành công luận án tiến sĩ y học tại Học viện Quân Y, được phong Phó giáo sư năm 2007, được bầu làm thành viên của Trường môn tim mạch học các nước Đông Nam Á (FAsCC) năm 2010, thành viên của Trường môn tim mạch học Hoa kỳ (FACC) năm 2018 và thành viên Hội Tim mạch Châu Âu (FESC) năm 2020.
Thiếu tướng PGS. TS. Phạm Nguyên Sơn đã qua các khóa đào tạo về chuyên ngành tim mạch tại Đại học Y khoa Sherbrooke - Quebec - Canada năm 1994-1995, tại Marseille-Cộng hoà Pháp năm 2003 và Viện Tim mạch Quốc gia Malaysia năm 2006. Đã qua các khoá đào tạo về quản lý bệnh viện của Viện đào tạo về quản lý y tế Paris (Pháp)  năm 2012, Đại học Bayreuth (Đức) - Đại học Phạm Ngọc Thạch năm 2014, Đại học SANNO (Nhật Bản) năm 2018. 
Quá trình giữ các chức vụ: Bác sĩ điều trị Khoa nội Tim mạch - Bệnh viện TWQĐ 108 (1986); Phó Chủ nhiệm Khoa Khoa nội Tim mạch - Bệnh viện TWQĐ 108 (2004); Chủ nhiệm Khoa Khoa Nội Tim mạch - Bệnh viện TWQĐ 108 (2008); Phó Viện trưởng Viện Tim mạch - Bệnh viện TWQĐ 108 (2012); Phó giám đốc  Bệnh viện TWQĐ 108 (2013), Chủ nhiệm Bộ môn Nội Tim mạch - Viện nghiên cứu khoa học Y - Dược lâm sàng 108. Thiếu tướng Phạm Nguyên Sơn đồng thời là Ủy viên Hội đồng Khoa học Y học Quân sự - Bộ quốc phòng; Ủy viên Hội đồng chuyên môn Miền Bắc - Ban Bảo vệ và Chăm sóc sức khỏe cán bộ trung ương; Phó Chủ tịch Hội Tim mạch học quốc gia Việt nam; Phó chủ tịch Phân hội Tim mạch học can thiệp Việt nam; Phó chủ tịch Phân hội Suy tim Việt nam. Tháng 11/2022 ông nghỉ hưu theo chế độ.   
Sau khi nghỉ hưu PGS TS. Phạm Nguyên Sơn tiếp tục làm cố vấn cao cấp cho một số dự án và chương trình y tế, chăm sóc sức khoẻ; tham gia đào tạo nghiên cứu sinh tiến sỹ tại Viện nghiên cứu khoa học Y - Dược lâm sàng 108, Học viện quân Y, Đại học Y Hà nội, Đại học Y Dược Hải phòng và tham gia các hoạt động chuyên môn với vai trò Phó Chủ tịch Hội Tim mạch học quốc gia Việt nam; Phó chủ tịch Phân hội Suy tim Việt nam. Ông hiện là Giám đốc chuyên môn của LIFE-COURSE CARE GROUP và đồng thời là Giám đốc Prime Medical Care.  
Thiếu tướng PGS. TS Phạm Nguyên Sơn đã có hơn 150 công trình nghiên cứu được đăng tại các tạp chí chuyên ngành Tim mạch và nội khoa trong nước và quốc tế, chủ trì và tham gia 8 đề tài nghiên cứu cấp Nhà nước và cấp bộ, chủ trì 3 đề tài nhánh nghiên cứu thử nghiệm quốc tế đa trung tâm. Ông là thành viên hội đồng khoa học, chủ toạ và tham gia báo cáo khoa học tại nhiều Hội nghị Tim mạch của quốc gia và quốc tế. PGS. TS Phạm Nguyên Sơn đã và đang hướng dẫn luận án cho 29 nghiên cứu sinh tiến sĩ, 21 thạc sỹ và Bác sĩ chuyên khoa cấp II; tham gia các Hội đồng khoa học của Bộ Y tế, Bộ Khoa học và Công nghệ, Bộ Quốc phòng và tham gia hơn 250 hội đồng chấm luận án tại Học viện quân Y, Đại học Y Hà nội, Đại học Y Dược Huế, Đại học Dược Hà nội, Đại học Y tế công cộng và Viện nghiên cứu khoa học Y - Dược lâm sàng 108.

## Khen thưởng
- Huy hiệu 30 năm tuổi Đảng Cộng sản Việt Nam
- Danh hiệu Thầy thuốc Ưu tú (2008)
- Danh hiệu Thầy thuốc Nhân dân (2020)
- Huân chương Chiến công hạng Nhất (2004)
- Huân chương Lao động hạng Ba (2018)
- Huân chương Bảo vệ Tổ quốc hạng nhất (2022)
- Huân chương SAHAMETREI hạng Tepidin (Commander) của Chính phủ Hoàng gia Campuchia (2018)
- Bằng khen  của Thủ tướng Chính phủ (2022)
- Huy chương Quân kỳ Quyết thắng
- Huy chương Vì thế hệ trẻ.
- Huân chương Chiến sĩ vẻ vang hạng Nhất, Nhì, Ba